# Toyota Australia
 (avril 2018).
Si vous disposez d'ouvrages ou d'articles de référence ou si vous connaissez des sites web de qualité traitant du thème abordé ici, merci de compléter l'article en donnant les références utiles à sa vérifiabilité et en les liant à la section « Notes et références ».
Toyota Australia est une filiale du constructeur automobile japonais Toyota. Elle commercialise des produits Toyota et gère des opérations de sport automobile, de publicités et d'affaires pour Toyota en Australie. Il est également responsable des véhicules Lexus en Australie. Toyota Australia est basé à Port Melbourne, avec des bureaux à Adélaïde, Perth, Sydney, Queensland et Darwin. Toyota Australia a fabriqué des voitures en Australie de 1963 à 2017.